# Alejandra Ferrer Kirschbaum
Alejandra Ferrer Kirschbaum (Formentera, 2 de juny de 1977), és una empresària i política formenterera del partit Gent per Formentera (GxF). Va ser consellera de Turisme del Consell Insular de Formentera per GxF en el mandat 2011-2015 i consellera de Turisme i Urbanisme pel mateix partit en el mandat 2015-2019. Es va presentar com a cap de llista de Gent per Formentera a les eleccions al Consell Insular de 2019, essent-hi la candidata més votada. Va ser investida Presidenta del Consell Insular després d'un pacte postelectoral amb el PSIB-PSOE, en virtut del qual cada partit tindria dos anys la Presidència de la institució, corresponent els dos primers a Alejandra Ferrer i els altres dos a la cap de llista del Partit Socialista, Ana Juan.
Alejandra Ferrer va ser la primera dona al capdavant d'un govern de Formentera, tant com a Ajuntament com a Ajuntament-Consell. Durant el seu mandat va haver d'assumir la responsabilitat de les mesures contra la pandèmia de COVID-19, alhora que a nivell personal s'enfrontava a una malaltia greu.
És filla de Bartomeu Ferrer Marí, qui va ser batle de Formentera entre 1987 i 1989, i figura destacada del PSOE de l'illa durant la transició.
Es va tornar a presentar com a cap de llista de Gent per Formentera a les eleccions al Consell Insular de 2023, en las què va ser la segona candidata més votada per darrere del cap de llista de Sa Unió, Llorenç Córdoba. Arran del conflicte el grup de Sa Unió i el President Córdoba, al desembre del 2024 Ferrer al capdavant de Gent per Formentera va donar suport a la moció de censura per escollir com a nou President el conseller de Sa Unió Òscar Portas.
Des de les eleccions del 2023, Alejandra Ferrer és cap del grup polític de GxF com a primer partit de l'oposició.